# Eusandalum chrysideum
Eusandalum chrysideum är en stekelart som först beskrevs av William Harris Ashmead 1900.  Eusandalum chrysideum ingår i släktet Eusandalum och familjen hoppglanssteklar. Inga underarter finns listade i Catalogue of Life.